# Wallace L. Minto
Wallace L. Minto (6 de agosto de 1921 - 3 de septiembre de 1983) fue un físico nuclear estadounidense. que trabajó en el Proyecto Manhattan .

## Temprana edad y educación
Minto sentía pasión por la ciencia desde muy joven. Por ejemplo, cuando tenía 13 años, él y su padre, Wallace Milton Minto, acumularon más de 50 toneladas de mineral rico en uranio en Sparta, Nueva Jersey. También fue el primero en dividir el átomo de uranio cuando era adolescente. Casi provocó una explosión nuclear en la casa de sus padres.
A la edad de 16 años, Wallace sintetizó el radio e inventó lo que hoy se conoce como " scotchlite ". Tenía derechos de autor sobre su propia tabla periódica que cambiaba el nombre de todos los elementos. Era estudiante en Columbia College cuando solo tenía 16 años.

## Carrera
Jugó un papel decisivo para convencer a Albert Einstein de que  escribiera una carta al presidente Franklin D. Roosevelt (fechada el 2 de agosto de 1939) destacando la necesidad de que Estados Unidos ampliara su experimentación con la energía atómica, lo que condujo al Proyecto Manhattan. En consecuencia, Minto vendió su mineral rico en uranio al gobierno de Estados Unidos para utilizarlo en el Proyecto Manhattan.
El 26 de junio de 1944, Minto fue reclutado por Andrew H. Dowdy, director del Departamento de Manhattan de la Universidad de Rochester, para hacerse cargo de la División de Problemas Especiales del Proyecto Manhattan. Minto reportaba directamente al general Leslie Groves. 

### Descubrimientos e invenciones.
Minto descubrió el método mediante el cual los peces se comunican, al que se hace referencia en la edición de julio de 1965 de Popular Mechanics. Minto también descubrió la hidrónica, una forma baja de radiación Inventó el Jemeter, un refractómetro electrónico, utilizado para distinguir piedras preciosas.Minto inventó un motor de ciclo Rankine orgánico no contaminante,  que obtuvo la licencia de Nissan Motor Company en 1972.
Otro de sus inventos fue la Rueda Minto, como regalo a países del Tercer Mundo. Su propósito era reemplazar la tarea mundana de bueyes y mulas caminando en círculos para moler maíz o trigo y para el funcionamiento de un sistema de riego de baja tecnología.

## Muerte y legado
Minto murió el 3 de septiembre de 1983 de mielofibrosis después de una larga batalla. Su enfermedad fue el resultado directo de su trabajo en el Proyecto Manhattan.